# Boquerón (huyện)
Huyện Boquerón là một huyện (distrito) thuộc tỉnh Chiriquí ở Panama. Theo điều tra dân số năm 2000, huyện này có dân số 12275 người. Huyện Boquerón có diện tích 282 km². Huyện lỵ đóng tại Boquerón.